# Essinge Idrottsklubb
O Essinge Idrottsklubb, ou simplesmente Essinge IK, é um clube de futebol da Suécia fundado em 18 de junho de 1919. Sua sede fica localizada em Estocolmo.